# Académia Ligùstica do Brénno

Região onde é falada a língua lígure.

A Academia Ligustica do Brenno é uma sociedade italiana fundada em Gênova em 1970 com o objetivo de manter a pureza do dialeto genovês e de outras variantes da língua lígure. O nome da sociedade às vezes é estilizado como Académia Ligùstica do Brénno, mostrando as marcas diacríticas opcionais.
A Academia publica uma ortografia da Ligúria, chamada grafia ofiçiâ ("ortografia oficial"), com o objetivo de padronizar as várias maneiras de soletrar a Ligúria de maneira coerente e inequívoca. Foi adotado para vários livros, sites, pacotes de software, bem como para a edição da língua lígure da Wikipédia. Também é usado para o dicionário on-line hospedado pela Academia.